# Jupiterov hram u Pompejima
Jupiterov hram, Kapitolij ili Hram kapitolijske trijade, bio je hram u rimskim Pompejima, na sjevernom kraju njihova foruma. U početku posvećen samo Jupiteru, sagrađen je sredinom 2. stoljeća pr. Kr. u isto vrijeme kada se renovirao Apolonov hram - to je bilo područje na kojem se povećao rimski utjecaj na Pompeje i tako je rimski Jupiter zamijenio grčkog Apolona kao najviši gradski bog. Jupiter je bio vladar bogova i zaštitnik Rima, gdje je njegov hram bio središte rimske religije i kulta države.
Kao najvažnijem božanstvu u starom Rimu, mnogi su hramovi izgrađeni u čast Jupitera ili cijele Kapitolske trijade (koja se sastoji od Jupitera, Junone i Minerve) u gradovima koje su tek osvojili Rimljani. To vrijedi za Pompeje, gdje je prethodno postojeći Jupiterov hram proširen i izmijenjen nakon osvajanja.
Pompeje su zauzeli Rimljani početkom 310. pr. Kr. Grad je zadržao veći dio svoje autonomije sve do Italskog ustanka protiv Rima početkom 1. stoljeća pr. Kr.. Tada ga, godine 89., opsjeda i zauzima rimski vojskovođa Sulla. Rimski jezik, kultura i pravo uskoro će zavladati gradom.
Arhitekturu grada uvelike su promijenili Grci, ali će rimska vladavina uskoro dovesti do promjena u ovom stilu. Za razliku od prethodnih samnitskih vlasti, Rimljani su jako vjerovali u važnost arhitekture u vjerskom i građanskom životu. Pompeji su pretvoreni u mnogo javnije i otvorenije mjesto. Javne zgrade i prostori zavladat će gradom.
Struktura hrama izgrađena je 150. godine prije Krista kako bi dominirala forumom, a nakon rimskog osvajanja postala je glavni hram Pompeja. Čisti italski stil karakterizirao je stil kapitolija, koji se nalazio na vrhu baze dimenzija 48 x 17 x 3 metra. Unutrašnjost hrama sadržavala je naos, u kojoj su se nalazili kipovi Jupitera, Junone i Minerve, a u koju su mogli ući samo svećenici. Ispod glavne dvorane nalazila se komora koja je služila za pohranjivanje žrtvenih prinosa i gradske riznice.
Godine 62., potres je uzdrmao grad Pompeje, uništivši veći dio Jupiterovog hrama. Nakon toga, mnogo manji hram Jupitera Meilichios postao je glavno sjedište štovanja Jupitera i Kapitolijske trijade. Izvorni Jupiterov hram još je čekao obnovu kada je vulkan Vezuv eruptirao 79. godine.

## Vanjske poveznice
- 3D model of Temple of Jupiter